# مادة تبريد
المُبَرِّدة هي مادة مُبرِّدة أو محلول تبريد.

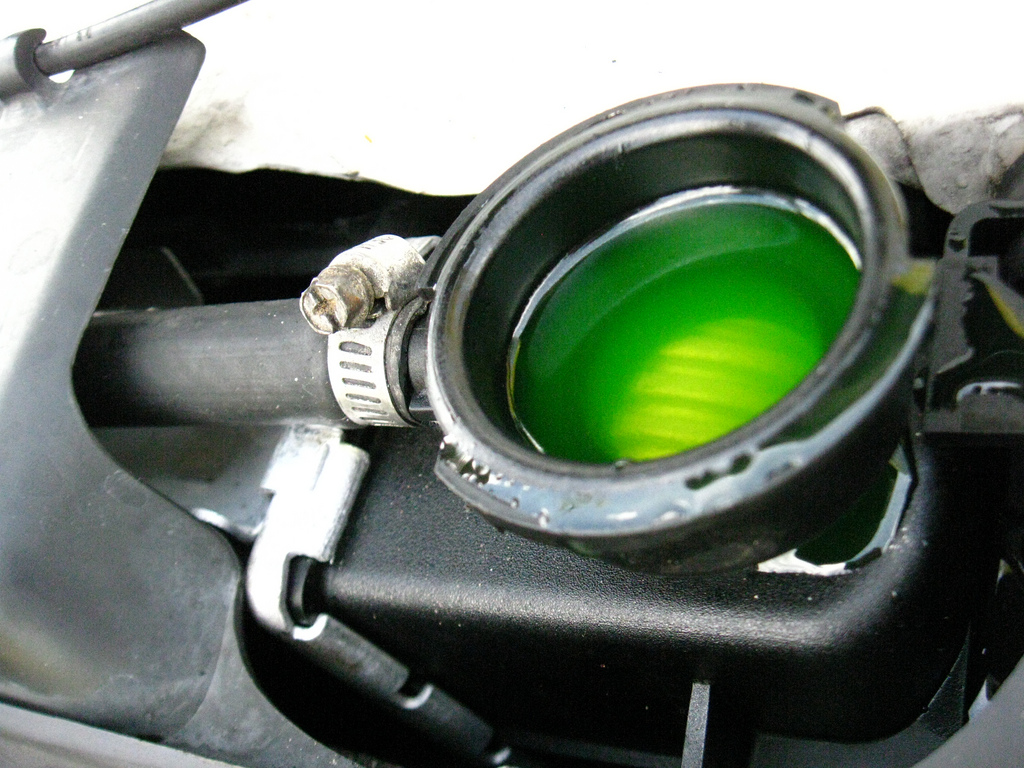

## غازات
الهواء شكل شائع من مواد التبريد. يستخدم تبريد الهواء إما جريان الهواء بالحمل الحر (التبريد السلبي أو التبريد المنفعل)، أو دورانًا قسريًّا باستخدام المراوح.
يُستخدم الهيدروجين مشكّلا مادة تبريد غازية عالية الأداء. ناقليته الحرارية أعلى من كل الغازات الأخرى، وله سعة حرارية نوعية مرتفعة، وكثافة منخفضة، ومن ثم لزوجة منخفضة، وهي ميزة للآلات الدوارة المعرضة للضياعات الناتجة عن تسرب الهواء. المولدات العنفية (التوربينية) المبردة بالهيدروجين هي حاليًّا الأكثر استخدامًا بين مولدات الكهرباء في محطات الطاقة الكبرى.
تستخدم الغازات العطالية بصفتها مواد تبريد في المفاعلات النووية المبردة بالغاز. للهيليوم قابلية منخفضة ليمتص النترونات ويصبح نشطاً إشعاعيًّا. يستخدم ثنائي أكسيد الكربون في مفاعلات ماغنوكس والمفاعلات المتقدمة المبردة بالغاز (إيه جي آر).
يُستخدم سداسي فلوريد الكبريت (هيكسافلوريد الكبريت) لتبريد بعض الأنظمة مرتفعة الجهد الكهربائي (قواطع الدارة، والفاصمات، وبعض المحولات، ...إلخ) وعزلها.
يمكن استخدام البخار عند الحاجة إلى سعة حرارية نوعية مرتفعة بشكله الغازي وعند الأخذ بالحسبان خواص حت الماء الساخن.

### مواد بطورين
تُستخدم بعض مواد التبريد في كل من الشكلين الغازي والسائل في نفس الدارة، مع الاستفادة من الحرارة الكامنة النوعية المرتفعة للتحول الطوري (غليان/تكاثف) التي تسمَّى المحتوى الحراري للتبخر (إنتالبية التبخر)، بالإضافة إلى السعة الحرارية عند عدم تغير الطور.
وسائط التبريد هي مواد تبريد تستخدم للوصول إلى درجات حرارة منخفضة بالخضوع إلى تحول طوري بين الحالة السائلة والغازية. كانت الهالوميثانات تستخدم بكثرة، وخاصةً آر-12 وآر-22، غالبًا مع بروبان مسال أو ألكان هالوجيني آخر كوسيط التبريد آر-134 إيه. تُستخدم الأمونيا اللامائية بكثرة في الأنظمة التجارية الكبيرة، واستًخدم ثنائي أكسيد الكبريت في أوائل البرادات الميكانيكية. يُستخدم ثنائي أكسيد الكربون (آر-744) كمائع عامل في أنظمة التحكم بالجو في السيارات، وتكييف الهواء للأغراض السكنية، والتبريد للأغراض التجارية، وآلات البيع الذاتي. أخرجت العديد من وسائط التبريد الممتازة لولا الأسباب البيئية من التداول (الكلوروفلوروكربونات بسبب الآثار الضارة بطبقة الأوزون، والآن تواجه العديد من البدائل حظرًا بسبب الاحتباس الحراري كوسيط التبريد آر-134 إيه).

#### أنابيب التسخين تطبيق خاص لوسائط التبريد.
يستخدم الماء أحيانًا بهذه الطريقة، مثلًا في مفاعلات الماء المغلي. يمكن استخدام أثر التغير الطوري عمدًا، أو أن يكون مضرًّا.
تستخدم المواد متغيرة الطور التحول الطوري الآخر بين الصلب والسائل.
قد تقع الغازات السائلة ضمن هذا التصنيف، أو ضمن وسائط التبريد، بما أن درجات حرارتها غالبًا محفوظة بالتبخر. النتروجين السائل هو أكثر مثال معروف يستخدم في المختبرات. قد لا يحدث التحول الطوري عند الواجهة المبردة، بل عند سطح السائل الذي تنتقل إليه الحرارة بالجريان القسري أو الحمل الحر.